# Área Deportiva de Puente Castro
El área deportiva municipal de Puente Castro es una instalación deportiva situada en Puente Castro, León, España. Está formada por un campo de hockey, otro de rugby, un campo de entrenamiento y un miniestadio con capacidad para 4600 espectadores. Construido en 1998, pertenece al Ayuntamiento de León y constituye uno de los recintos polideportivos más grandes de la provincia y corazón del deporte base leonés.
- Datos: Q6173786